# ألفرد براندون (محامي)
ألفرد براندون (بالإنجليزية: Alfred Brandon)‏ هو محامي نيوزيلندي، ولد في 21 يوليو 1883، وتوفي في 19 يونيو 1974.